# シフ (キャラクター)
シフ（Sif）は、マーベル・コミックが発行するアメリカン・コミックスに登場する架空のキャラクターである。彼女は北欧神話の女神シヴをモデルにしている。
アスガルドの戦士でありソーの恋人であるシフは、しばしばソーの戦いに同行した。また彼女は、ソーとベータ・レイ・ビルや、エリック・マスターソンなど“ムジョルニア”を振るうにふさわしいと証明された特定の人物以外には決して愛情を示さず、片思い中のバルダーとともに戦ったこともある。

## 発行履歴
シフはスタン・リーとジャック・カービーに創造され、1964年3月に 『Journey into Mystery』第102号でデビューし、1967年1月の第136号から『マイティ・ソー』誌上で主に脇役としてフィーチャーされた。その後、『アベンジャーズ』、『ファンタスティック・フォー』、『ニュー・ミュータンツ』、『シルバーサーファー』、『サンダーストライク』などのシリーズにゲスト出演した。
2010年6月、シフはケリー・スー・デコニックとライアン・ステグマンによるワンショットに主演した。この号は、ロキが彼女の身体を支配し、彼女の意識が瀕死の老女の枠に押し込められた物語となった。デコニックは、「まあ、これは彼女がそれにどう対処するかの物語なんだけどね。シフのような獰猛で誇り高い女性にとって、それは外傷に侮辱を加えたようなものよ。これは、彼女がいかにしてその怒りを自分のものにし、再び立ち上がる物語なの」とコメントした。
2012年11月、キャスリン・イモネンとヴァレリオ・スキティによる『Journey into Mystery』第646号はロキからシフへと焦点を移した。編集者のローレン・サンコヴィッチは「第646号では少しミックスしたかった。シフは生まれながらの戦士であり、闘争心と活力と炎を持っている！私たちは、この物語がどのようなものになり得るか、そして彼女の物語がどのようなものになり得るかについてじっくり話し合った。シフは何よりも、より優れた戦士になりたいと思っているんだと思う」とコメントした。だが同シリーズは2013年8月、第655号で打ち切られた。

## キャラクター経歴

### 生い立ち
シフはヘイムダルの妹として生まれ、ソーとバルダーの幼なじみだった。他のアスガルド人同様、シフは生まれつき金色の髪をしていたが、彼女の髪はロキがそれを切り、ドワーフが作った魔法の髪と取り替えた後に黒くなってしまった。幼い頃からアスガルド随一の女戦士と呼ばれ、ブリュンヒルデ/ヴァルキリーに匹敵するほど戦士として優れた腕前を誇る彼女だったが、ある時巨人が不老不死と引き換えにその身柄を死の女神ヘラに差し出された。だがソーが代わりに自分を差し出したことでシフは救われ、後にヘラは2人を解放した。
また、シフは当初、ヘイムダルの妹ではなくバルダーの妹だと言われていた。

### 戦士としての人生
オーディンにアスガルドから追放されたソーが地球でスーパーヒーローとしての生活を始めると、シフは彼と離ればなれになった。何年も後、ソーはジェーン・フォスターと恋愛関係になる。ソーが結婚するためにジェーンをアスガルドに連れて行き、彼女は不死を与えられるが、最後のテストに失敗したことでオーディンは彼女を地球に送り返し、新しく手に入れた力を失い、その出来事の記憶もない状態にする。その出来事の後オーディンは、ソーが超強力な正体不明の怪物と戦っている間にシフとの出会いを演出し、2人は再び恋に落ちる。
ソーと再会したシフは、ウリクをはじめ、“エンチャンターズ・スリー”、“サーカス・オブ・クライム”、ディルク・ガースウェイト/レッカー、マンゴグ、プルート、そしてスルトなど、数々の強敵との戦いでソーに同行した。またシフは、タナ・ナイルと出会ったアスガルド人の一人で、彼女との一連の冒険をきっかけに一時アスガルドを追放されるが、やがて故郷に戻った。シフは重傷を負ったジェーンにソーがまだ想いを寄せていることを知るが、彼女はソーが人間、特にジェーンに惹かれていることを理解しようとジェーンの生命力を自分の生命力と融合させることで、ジェーンの命を救うことを選んだ。ジェーンが“ポケット次元”に追放されると、シフとソーはジェーンを救出し、彼女の恋人であるケビン・キンケイド博士と再会させた。
（ロキのおかげで）ソーの力を手に入れたシフだったが、そんな自分に惹かれたレッド・ノーヴェルに拉致されたものの、彼女は彼にラグナロクからアスガルドを救うよう説得し、ソーが地球に帰還できるようにした。
その後、ベータ・レイ・ビルが、スルトとその悪魔の軍勢との戦争中に地球を守るためにやってくると、戦いの最中、シフはビルと互いに惹かれあっていることに気づくが、ローレライに操られたソーにシフを殴られてしまった。戦争が終わると、シフとビルはアスガルドに戻る前に地球でしばらく過ごし、やがてアスガルドに戻ったシフは、ソーに殴られたのはローレライのせいだと気づき、ついにソーを許し、バルダーには、ビルへの愛は純粋なものだと明言した。
またシフは、エリック・マスターソンと恋愛関係を築いたが、メフィストの領域へ赴き、ソーの魂と思われるものを解放した代わりにメフィストに忠誠を誓って操られると、同行してきたエリックとバルダーの戦いに立ち向かわされた。シフは最終的に友人として革ジャンを残して去ったエリックと別れた。

### ソー・レイン
オーディンの死後、アスガルドの王位に就いたソーが、自分のイメージで世界を再構築しようとすると、シフはこの新しい構想に従うことを望まず、アスガルドから追放されてしまい、やがてソーの息子マグニに、彼の父に反旗を翻すよう影響を与えた。ソー、ソー・ガール、デサックを巻き込んだ戦いでマグニが死亡した後、ソーは自らの過ちに気づき、自らの行いを元に戻すために過去に戻った。
タイムラインがリセットされた後、ロキはアスガルドにラグナロクをもたらし、その間に神々の軍は急速に劣勢に陥った。シフは最初の敗戦を生き延びるが片腕を失い、ブリュンヒルデに助けられた。しかしブリュンヒルデがデュロックに殺されると、シフは彼女の死を称え、ブリュンヒルデの剣を手に取り、最後の戦いで“ヴァルキリー”を率いた。だがスルト軍との戦いでシフは倒れ、ヴォルスタッグと肩を並べて死ぬと、間もなくアスガルドも滅亡した。

### リボーン
ドナルド・ブレイク（ソー）がヘイムダルを始めとするアスガルドの国民や他の神々を復活を復活させた後、シフは病院のチェンバース夫人という末期がんと思われる老婆に生まれ変わっていた。
『ダークレイン』では、シフに何が起こったかをロキがソーへ明かし、忠告した。チェンバース夫人はジェーンに真実を打ち明け、彼女からの伝言でソーはシフの復活に成功した。それと引き換えにチェンバース夫人は息を引き取る。その後、シフはオクラホマ州ブロクストンに亡命中のソーと合流し、シルヴァンという名前で彼と同じホテルにチェックインする。シフは、ロキによってチェンバース夫人の身体に閉じ込められていた事実に苦悩しつつも、ウイルスに感染したエイリアンに侵略された宇宙船“スカットル・バット”のベータ・レイ・ビルを救った。
そしてシフは後に『シージ』でアスガルドを守護する姿を目撃されていたほか、サーペントとの戦争にも登場した。

## パワー・能力・アイテム
シフはアスガーディアンに共通する力を備えており、平均的なアスガルド人女性を上回り、平均的なアスガルド人男性に匹敵する超人的な力、限定的な不死性、高度なスタミナ、スピード、敏捷性、反射神経、多くの病気に対する免疫を持つ。また、シフは非常に長寿であり、黄金のリンゴの摂取によって若さと活力を維持している。彼女はアスガルドでヴァルキリーと並ぶ最高の女戦士と呼ばれることも多いほど白兵戦に長けており、冷兵器の使用にも習熟している。
初期のシフは、自分や他人を地球からアスガルドにテレポートさせる超能力も有していた。またある時期から、シフは神秘的な剣を振るうようになった。この剣には時空を切り裂く能力が備わっており、複雑な動作によって、地球とアスガルド以外の目的地への入り口を「切り開く」ことができる。しかし、『The Reigning』では、バルダーと共にソーを探しているシフは、剣ではなく“ノルン・ストーンズ”を頼りにテレポートした。

## その他のバージョン

### 『アースX』
『アースX』においてシフたちアスガルド人はセレスティアルに操られたエイリアンであり、自分たちが北欧神話の神々であると信じ込まされていた。その嘘が明らかになるとシフたちアスガルド人は一時的にエイリアンの姿に変貌したが、後にアスガルド人の姿に戻った。

### 『ガーディアンズ・オブ・ギャラクシー』
『ガーディアンズ・オブ・ザ・ギャラクシー』では、シフは31世紀までにソーとの間にウォーデン・ソーソンという息子がいる。

### 『MC2』
『MC2』においては、ギャラクタスが故郷のアスガルドを食い荒らそうとした際に、脱出した。

### 『ミュータントX』
『ミュータントX』におけるシフは、“ビヨンダー”と戦って生命を落とした多くの者の一人として描写された。

### 『アルティメット・ユニバース』
『アルティメット・ユニバースにはアース6160におけるシフが登場する。ロキの手下であり、後に“ウルティメイツ”の仲間となる。

## MCU版
『マーベル・シネマティック・ユニバース』（MCU）では、ジェイミー・アレクサンダーが演じる。日本語吹替は北西純子が担当。
本項は、“アース616”（正史の宇宙）におけるシフを主軸として表記する。

### キャラクター像
北欧神話の女神“シヴ”のモデルである“アスガルド”の女戦士。“レディ・シフ”とも呼ばれる。エインヘリャルの戦士たちを上回るほどの武術の腕前 で女傑の如く男顔負けの戦いぶりを見せるが、平時はクールで義理堅く、幼馴染でもあるソーへ密かに想いを寄せる女性である。

### 『ホワット・イフ...?』版
他の並行世界に存在するシフの“変異体”。
シフ（アース51825）
“アース51825”におけるシフ。ほぼ正史の彼女と同様のキャラクター像である。
シフ（アース72124）
“アース72124”におけるシフ。ウォーリアーズ・スリーと共にソーの友人であるが、ソーたちと同様にパーティー好きであり、性格は正史のシフとは異なる。

### 武装
盾
展開式の連結剣

### 各作品における活躍

#### マーベル・スタジオ作品
『マイティ・ソー』
本作でMCU初登場。物語前半ではソーやロキ、ウォーリアーズ・スリーと共に“ヨトゥンヘイム”に赴き、“氷の巨人群”を相手に大乱戦を繰り広げ、皆と共に崖へ追い込まれるとオーディンに救われてアスガルドへ帰還した。
ロキが眠りに入ったオーディンの代わりに王座に就くと、彼を不審に思ってソーの追放取り消しを嘆願し、それを却下されるとヘイムダルから“ビフレスト”を明け渡されて、ウォーリアーズ・スリーと共に地球へ出かけ、“プエンテ・アンティグオ”に辿り着くと、自分のせいで父が亡くなったから二度と帰れないと沈むソーの誤解を解いた。その直後にロキが送り込んできた“デストロイヤー”との戦いでは、相手に敵わずとも最後まで戦い抜こうとする果敢な姿勢を見せ、ムジョルニアと力を取り戻したソーがデストロイヤーを破壊するとアスガルドに帰還し、倒れていたヘイムダルを介抱した。物語ラストの祝宴会では、ソーとロキの争いを目の当たりにしたフリッガを気遣う。
『マイティ・ソー/ダーク・ワールド』
本作ではオーディンからソーの妻に指名される場面があり、恋人ができたソーに若干未練があるような素振りも垣間見せ、ジェーン・フォスターとプエンテ・アンティグオ以来に再会すると、彼女を意味ありげに見つめる様子もあった。
“ヴァナヘイム”の戦闘では、遅れて来たソーに文句を付けながらも助け合い、戦いに勝利した後にアスガルドで開かれた祝宴の場では彼から感謝された。“ダーク・エルフ”がアスガルドに侵攻してきた際の描写は無かったが、その後にソーたちをアスガルドから脱出させる作戦にも参加し、ジェーンを連れてソーに託すと、傍らのロキへ「もし裏切ったら、殺す」と警告し、挑みかかってきた“エインヘリャル”たちに対して身構えた。
ダーク・エルフの長であるマレキスの打倒後、ポストクレジットシーンにおいてヴォルスタッグと2人で“ノーウェア”のコレクションルームに赴き“エーテル”をタニリーア・ティヴァン/コレクターに預ける。
『マイティ・ソー/ダーク・ワールド』以降、後述のマーベル・テレビジョン製作のドラマ『エージェント・オブ・シールド』を除いてMCU作品に長らく登場しておらず、ソーたちも言及していないためその動向も不明だったが、後にサノスによる“デシメーション”によって彼女も消滅し、“アベンジャーズ”の尽力によって復活したことが明かされた。
『ロキ』シーズン1第4話
本作では、“時の牢獄”内でロキの“嫌な思い出”から再現される形で登場。寝ている隙にロキに面白半分で髪を切られて激怒していた過去が描写される。
時の牢獄に放り込まれたロキの前に現れて、髪を切った仕返しに彼を懲らしめた。この出来事がタイムループで延々と繰り返されるお仕置きにロキが屈すると、さらに突き放す罵言をぶつける。
『ホワット・イフ...?』
シーズン1
第3話
第7話
『ソー:ラブ&サンダー』

#### 『エージェント・オブ・シールド』
シーズン1第15話
シーズン2第12話

## その他のメディア

### テレビアニメ
- 『スーパー・ヒーロー・ギャング』：シーズン1第7話『Oh Brother!』に登場。トリシア・エルファーが声をあてた[57]。
- 『アベンジャーズ 地球最強のヒーロー』：ニカ・フッターマンが声をあてた[58]。

### アニメ映画
- 『Hulk vs. Thor』：グレイ・デリスルが声をあてた[59]。
- 『勇者ソー 〜アスガルドの伝説〜』：タラ・ストロングが声をあて[58]、日本語吹替は佐古真弓（ディズニーXD版）、石田嘉代（キングレコード版）が担当した。
- 『ザ・シンプソンズ:ロキとバートたちの大乱闘』：台詞なしでカメオ出演[58]。

### ビデオゲーム
- 『MARVEL ULTIMATE ALLIANCE』：ノンプレイヤーキャラクターとして登場。エイドリアン・バーボーが声をあてた[58]。
- 『Thor: God of Thunder』：MCU版のシフが登場。ジェイミー・アレクサンダーが声をあてた[60][58]。
- 『Marvel: Avengers Alliance』、『Marvel Avengers Alliance Tactics』、『マーベル・フューチャーファイト』：プレイヤーキャラクターとして登場。
- 『Marvel Heroes』：エイミー・ペンバートンが声をあてた。
- 『LEGO マーベル スーパー・ヒーローズ ザ・ゲーム』：プレイヤーキャラクターとして登場し、タラ・ストロングが声をあてた。
- 『Thor: The Dark World』（映画『マイティ・ソー/ダーク・ワールド』のタイアップゲーム）：MCU版のシフが登場し、サラ・ナトチェニーが声をあてた[58]。
- 『ディズニー インフィニティ』：ローラ・ベイリーが声をあてた[61]。
- 『LEGO®マーベル アベンジャーズ』：プレイヤーキャラクターとして登場し、メアリー・エリザベス・マクグリンが声をあてた[62]。
- 『Marvel Avengers Academy』：プレイヤーキャラクターとして登場し、ニカ・フッターマンが声をあてた。

### その他
- 『Thor & Loki: Blood Brothers』：『Marvel Knights Animation』のモーションコミック。エリザベス・ディエネットが声をあてた[63][58]。
- 『Tales of Asgard』三部作：シフはキース・デカンディド執筆、ジョー・ブックス出版の小説。2冊目の『Marvel's Sif: Even Dragons Have Their Endings』（2016年）では主役として登場し、1冊目の『Marvel's Thor: Dueling with Giants』（2015年）と3冊目の『Marvel's Warriors Three : Godhood's End』（2017年）に脇役として登場。

### 参考
1. ↑  Thor #328-329
2. ↑  Brevoort, Tom; DeFalco, Tom; Manning, Matthew K.; Sanderson, Peter; Wiacek, Win (2017). Marvel Year By Year: A Visual History. DK Publishing. p. 120. ISBN 978-1465455505
3. ↑  Dietsch, TJ (2010年2月25日). “Sif's Revenge”.   Marvel.com. 2012年12月6日閲覧。
4. ↑  Campbell, Josie (2012年8月14日). “Immonen Leads Sif on a 'Journey into Mystery'”. Comic Book Resources. 2012年8月14日閲覧。
5. ↑  Thor: Son of Asgard #3 (June 2004). Marvel Comics.
6. ↑  Thor: Son of Asgard #1 (May 2004). Marvel Comics.
7. ↑  Thor: Son of Asgard #8 (Nov. 2004). Marvel Comics.
8. 1 2 3 4 5  “【マイティ・ソー】レディ・シフの強さ・能力について解説！【マーベル原作】”. 2024年2月3日閲覧。
9. ↑  Thor: Son of Asgard #10–12 (Jan. – Mar. 2005). Marvel Comics.
10. ↑  Journey into Mystery #102. Marvel Comics.
11. 1 2  Thor #136 (Jan. 1967). Marvel Comics.
12. 1 2  Thor #137–140 (Feb.–May 1967). Marvel Comics.
13. ↑  Thor #143–145 (Aug.–Oct. 1967). Marvel Comics.
14. ↑  Thor #145–147 (Oct.–Dec. 1967). Marvel Comics.
15. ↑  Thor #148–150 (Jan.–Mar. 1968). Marvel Comics.
16. ↑  Thor #154–157 (July – Oct. 1968). Marvel Comics.
17. ↑  Thor #163–164 (Apr.–May 1969). Marvel Comics.
18. ↑  Thor #176–177 (May–June 1970). Marvel Comics.
19. ↑  Thor #201–221 (July 1972–Mar. 1974). Marvel Comics.
20. 1 2  Thor #231 (Jan. 1975). Marvel Comics.
21. ↑  Thor #236 (June 1975). Marvel Comics.
22. ↑  Thor #249 (July 1976). Marvel Comics.
23. ↑  Thor #334–335 (Aug.–Sept. 1983). Marvel Comics.
24. ↑  Thor #274–276 (Aug.–Oct. 1978). Marvel Comics.
25. ↑  Thor #313 (Nov. 1981). Marvel Comics.
26. ↑  Thor #349–359 (Nov. 1984–Sept. 1985). Marvel Comics.
27. ↑  "Thor" #442 (Jan. 1992). Marvel Comics.
28. ↑  Thor #450–455 (Aug.–Dec. 1992). Marvel Comics.
29. ↑  Thor vol. 2 #41–74 (Nov. 2001–Apr. 2004). Marvel Comics.
30. ↑  Thor vol. 2 #75 (May 2004). Marvel Comics.
31. ↑  Thor vol. 2 #79 (July 2004). Marvel Comics.
32. ↑  Thor vol. 2 #80 (Aug. 2004). Marvel Comics.
33. ↑  Thor vol. 2 #82 (Sept. 2004). Marvel Comics.
34. ↑  Thor vol. 2 #83 (Oct. 2004). Marvel Comics.
35. ↑  Thor vol. 2 #85 (Dec. 2004). Marvel Comics.
36. ↑  Thor vol. 3 #1–5 (Sept. 2007–Jan. 2008). Marvel Comics.
37. ↑  Thor vol. 3 #8 (June 2008). marvel Comics.
38. ↑  Thor #601 (June 2009). Marvel Comics.
39. ↑  Thor #602 (Aug. 2009). Marvel Comics.
40. ↑  Harn, Darby (2021年7月10日). “Loki: 10 Things About Lady Sif Only Comic Fans Know” (英語). Screen Rant. 2023年2月6日閲覧。
41. ↑  Thor #603 (Nov. 2009). Marvel Comics.
42. ↑  Sif #1 (June 2010). Marvel Comics.
43. ↑  Callahan, Timothy (2010年4月21日). “Review: Sif #1”. Comic Book Resources. 2010年9月29日閲覧。
44. ↑  Siege #2 (Apr. 2010). Marvel Comics.
45. ↑  Fear Itself #1 (June 2011). Marvel Comics.
46. ↑  Thor: Son of Asgard #8. Marvel Comics.
47. ↑  Thor #234 (Apr. 1975). Marvel Comics.
48. ↑  Earth X #12 (Apr. 2000). Marvel Comics.
49. ↑  Guardians of the Galaxy #42 (Nov. 1993). Marvel Comics.
50. ↑  Mutant X Annual #2001 (May 2001). Marvel Comics.
51. ↑  Ultimate Invasion #2. Marvel Comics.
52. ↑  Ultimate Universe #1. Marvel Comics.
53. ↑  Ultimates Vol. 4 #1. Marvel Comics.
54. ↑  Ultimates Vol. 4 #3. Marvel Comics.
55. ↑  ビジュアル・ディクショナリー 2019, p. 72
56. ↑  “『マイティ・ソー／ラブ＆サンダー』レディ・シフ再登場の可能性は ─ 女優ジェイミー・アレクサンダー、ヴァルキリーの相手役に立候補”. 2019年7月31日閲覧。
57. ↑  “Marvel Super Hero Squad”. The Comics Continuum (2009年). 2009年7月31日時点のオリジナルよりアーカイブ。2015年3月12日閲覧。
58. 1 2 3 4 5 6 7  “Sif Voices (Thor)”.   Behind The Voice Actors. 2017年10月24日閲覧。
59. ↑  Mel Valentin (2009年1月28日). “Movie Review – Hulk Vs.”.   efilmcritic.com. 2011年3月21日時点のオリジナルよりアーカイブ。2010年9月8日閲覧。
60. ↑  “Q&A – Thor's Jaimie Alexander on Marvel Spoilers, Her Geeky Roots, and Wonder Woman's Breasts”. FilmCritic.com. (2011年5月4日).  オリジナルの2011年5月6日時点におけるアーカイブ。 2011年5月8日閲覧。
61. ↑  “Disney Infinity Marvel Super Heroes Announced”.  IGN (2014年4月30日). 2014年4月30日閲覧。
62. ↑  “Voiceover — MARY ELIZABETH MCGLYNN”. maryemcglynn.com. 2017年10月24日閲覧。
63. ↑  “Thor & Loki: Blood Brothers Premieres March 28”. Marvel. (2011年3月11日).  オリジナルの2011年3月13日時点におけるアーカイブ。 2011年3月11日閲覧。